# USTV・日本デジタルテレビ放送
USTV日本デジタルテレビ放送株式会社 （ユーエスティヴィにほんデジタルテレビほうそう、英: USTV JAPAN DIGITAL TV NETWORK CORPORATION）は、主にテレビ番組の制作を行っている日本の制作会社。通称USテレビ。

## 主な制作番組

### レギュラー番組
- 超豪華!史上最強ものまねバトル大賞
- ものまねバトル
- やんちゃ
- まねキン
- ニッテる
- ものまねバトル☆CLUB
- 高田純次のこれで今週も幸せです
- ぴりっとタケロー
- ぷるるんクニクニ島-アイランド-
- 悠々!お昼です
- ミクロコスモス
- マージナルマン
- ザッツ!PAPAパラダイス
- 特選名品館
- ひざくりげ
- ファンキー!ファンキー!
- モンキー!モンキー!
- 銭形欽太郎
- 花嫁するの本当ですか!?
- 世界マル特旅行社
- 山下マヌーの旅天国
- 旅まにあ
- グットライフ 世界感動!旅三昧
- グットライフ 十人十意路
- グットライフ 北京好日
- グットライフ 楽福上海
- グットライフ 蘇州和音
- グットライフ 遙かなる満州
- グットライフ 地上の楽園
- シルクロードに咲く華
- 皇室が愛した名旅館
- 皇室が愛した風景
- エッセンス/f
- エッセンス/f-α
- アポなしチャンネル
- 七田式☆子どもを天才にする12の方法

### スペシャル番組
- スターの隠れ家大公開
- 中森明菜のわがまま美女快楽二人旅絶叫!激辛!大騒ぎ珍道中!
- スターの隠れ家大公開パート2
- 中森明菜のわがまま美女快楽二人旅絶叫!激辛!大騒ぎ珍道中!2
- 絶叫!激辛!大爆笑!大騒ぎ超豪華珍道中ローマVSニューヨーク
- 波乱万丈!スター涙の裏人生!
- ものまねバトル大賞 世界進出企画
- ものまねバトル大賞 世界進出企画inハワイ
- 輝け 第一回オールスターものまねアカデミー大賞
- ものまねアカデミー大賞Ⅱ
- まねキン 90分スペシャル
- ものまねバトル 明日があるさ嵐のご対面スペシャル
- ものまねキング決定戦!!
- 世界の遊園地すべてお楽しみいただきます!
- 世界の遊園地すべてお楽しみいただきます パート2
- 今年こそ行こう!世界の遊園地新春豪華総ざらえ
- 超ウルトラいたずら大計画
- いたずら大作戦春の陣
- テレビ公開裁判「1億3000万人の陪審員」
- テレビ公開裁判「1億3000万人の陪審員」2
- 感動記念日 ファン感謝デー 憧れのあのスターが突然あなたの職場に!自宅に!
- 憧れのあのスターが突然あなたの職場に!自宅に!感動記念日 ファン感謝デー 第2弾
- 寝ないでXXX ハリウッドに挑む
- 世界マル得旅行社 2H SP
- 日米凶悪犯罪事件簿 1
- 日米凶悪犯罪事件簿 2
- 日米凶悪犯罪事件簿 3
- 実録 日米犯罪事件!!驚異の真実
- 超豪華!超過激!美人女優香港マル秘グルメ体験
- 爆笑珍道中!激辛!激安!美女3人組の魅惑の旅 シンガポール編 東京 韓国 香港 美女買いまくり
- 超豪華マル秘買い物天国
- 超豪華!グルメ!癒しエステマル秘体験 津軽三味線が行く!フランス欲ばり珍道中SP
- これが平成のリッチマンだ
- 平成の億万長者
- 平成の億万長者達
- 世界の突撃取材行列の先に何がある!?
- 日本横断ふれあい旅
- そっくり紅白ものまね合戦
- 第39回全日本そっくり大賞
- 第40回全日本そっくり大賞スペシャル グランドチャンピオン大会
- 第41回全日本そっくり大賞
- 第42回全日本そっくり大賞
- 第43回全日本そっくり大賞
- 第44回全日本そっくり大賞
- 第45回全日本そっくり大賞
- 第46回全日本そっくり大賞
- 第47回全日本そっくり大賞 グランドチャンピオン大会
- 第48回全日本そっくり大賞
- 第49回全日本そっくり大賞
- 第50回全日本そっくり大賞 グランドチャンピオン大会
- ものまね王決定
- 爆笑そっくり大賞日本一
- 大爆笑そっくり大賞
- 外国人歌謡大賞
- 外国人歌謡大賞2

### CM
- 全日空機内映像
- TSUTAYA CM（水戸黄門編）
- TSUTAYA CM（すもう編）